# Nasredeen Abdulbari
Nasredeen Abdulbari (né en 1977 ou 1978 à Khartoum) est un universitaire et homme politique américano-soudanais. Il fut Ministre de la Justice du Soudan de 2019 à 2021, au sein du gouvernement de transition mis en place par Abdallah Hamdok après la chute d'Omar el-Bechir.
En tant que ministre, il fait supprimer plusieurs lois islamiques dans le but de favoriser les droits humains, et en particulier les droits des femmes, rendant notamment illégales les mutilations génitales féminines. Il participe également à l'amélioration des relations avec les États-Unis, signant un accord historique permettant le retrait du Soudan de la liste noire des pays soutenant le terrorisme. Il s'investit aussi dans l'amélioration des relations avec Israël, faisant annuler la loi sur le boycott de ce pays. Il est cependant contraint de quitter ses fonctions ministérielles en octobre 2021 à la suite d'un coup d'État militaire.

## Biographie

### Jeunesse et études
Nasredeen Abdulbari naît en 1977 ou 1978 à Khartoum, où il grandit. Avant sa naissance, ses parents, issus du peuple Four, vivaient dans la province du Wadi Saleh, au Darfour,. Son père était un érudit islamique. Sa mère, Kalthoum Ismail, cultivait des noix pour en extraire de l'huile. Les opportunités d'études étant peu développées au Darfour, ses parents décident de déménager à Khartoum, capitale du Soudan. Son père retourne cependant rapidement au Darfour, laissant sa femme s'occuper seule de leurs 7 enfants.
Nasredeen Abdulbari fait ses études à l'Université de Khartoum, où il obtient une licence en droit en 2002, puis un master en droit en 2005. Durant ses années de master, il travaille en parallèle au sein du Département de droit international comparé de l'université, où il assure les fonctions de chargé de cours et d'assistant pédagogique.
Il envisage par la suite d'étudier au Royaume-Uni, mais finit par se tourner vers la faculté de droit d'Harvard aux États-Unis, où il obtient un Master of Laws le 5 juin 2008.

### Carrière universitaire et activité au Soudan
Nasredeen Abdulbari obtient la bourse Satter Human Rights Fellowship, qui permet aux étudiants en droit d'Harvard de partir promouvoir les droits humains dans des pays où ceux-ci sont malmenés. Le 6 juin 2008, lendemain de sa remise de diplôme, il part donc pour le Soudan, où il retourne enseigner le droit à l'Université de Khartoum. Il intègre également la Sudan Social Development Organization (en) (SUDO), une ONG au sein de laquelle il milite pour les droits humains, la paix et le développement au Soudan. 
Neuf mois plus tard, cette ONG est dissoute par le régime d'Omar el-Bechir, qui l'accuse de fournir des informations à la Cour pénale internationale. Craignant pour sa sécurité, Nasredeen Abdulbari quitte alors le Soudan pour s'installer au Kenya, où il travaille comme chercheur et consultant. Plus tard, il retourne s'installer aux États-Unis, où il continue de travailler en tant que consultant et accepte plusieurs bourses universitaires.
En 2018, il se marie avec une docteure soudanaise vivant à Londres, et obtient la nationalité américaine en avril 2019. Il entreprend une thèse de doctorat à l'université de Georgetown, consacrée au droit constitutionnel et aux droits humains. Souhaitant devenir professeur de droit, il envisage de déménager à Londres pour rejoindre sa femme et faire ses recherches postdoctorales. Sa nomination au Ministère soudanais de la Justice en septembre 2019 l'oblige cependant à mettre en pause ces projets. Il obtient néanmoins son doctorat en sciences juridiques en 2020, alors qu'il est encore ministre,.

### Ministre de la Justice
En septembre 2019, alors que le Soudan est en pleine transition démocratique, Nasredeen Abdulbari est nommé à 41 ans Ministre de la Justice dans le gouvernement de transition d'Abdallah Hamdok, le premier mis en place depuis la chute d'Omar el-Bechir, qui mélange membres civils et militaires. Il prête serment et prend officiellement ses fonctions le 8 septembre 2019,. Influencé par ses années passées aux États-Unis, il se donne alors pour objectif de moderniser la législation soudanaise le plus rapidement possible, sans prendre en compte les spécificités religieuses ou ethniques, afin de poser des bases solides pour de futurs gouvernements.
Sa première mission à l'étranger consiste à prononcer un discours devant le Conseil des droits de l'homme des Nations unies le 24 septembre 2019. Il y décrit son objectif de faire du Soudan un État démocratique, ainsi que sa volonté d'y faire appliquer les droits de l'homme. Il annonce également souhaiter modifier la législation, afin de faire supprimer les lois qui avaient bénéficié au régime d'Omar el-Bechir,.
En novembre 2019, il annonce l'abrogation des lois contrôlant la façon dont les femmes s'habillent et se comportent dans l'espace public,.
En juillet 2020, il annonce une série de changements ayant pour but d'adoucir les lois islamiques jusqu'ici strictement appliquées dans le pays. Des mesures en faveur des droits des femmes sont annoncées, comme l'interdiction des mutilations génitales féminines, ainsi que l'autorisation faite aux femmes de voyager seules avec leurs enfants sans avoir besoin de l'accord d'un homme de leur famille. D'autres mesures sont annoncées, comme la fin de la criminalisation de l'apostasie et de la consommation d'alcool par des non-musulmans. 
Ses prises de position en faveur des droits humains, ainsi que son souhait de voir le Soudan signer la Convention sur l'élimination de toutes les formes de discrimination à l'égard des femmes, lui valent de nombreuses critiques de la part de militants islamistes, qui l'accusent d'être anti-Islam.
En décembre 2020, il signe un accord historique avec les États-Unis, qui retirent le Soudan de la liste noire des pays soutenant le terrorisme. Cet accord permet au Soudan de s'ouvrir au commerce et aux investissements, mais le pays doit cependant payer 335 millions de dollars de dédommagement aux victimes du terrorisme de l'ancien régime, ce que Nasredeen Abdulbari déplore.
L'accord signé avec les États-Unis ouvre également la voie à une normalisation des relations entre le Soudan et Israël, ce qui divise les partis politiques soudanais. En avril 2021, Nasredeen Abdulbari annonce l'annulation de la loi sur le boycott d'Israël. Puis, en octobre 2021, il rencontre à Abou Dabi deux membres du gouvernement israélien, Idan Roll (Ministre délégué aux Affaires étrangères) et Issawi Frej (Ministre de la Coopération régionale), une rencontre rare durant laquelle il rappelle sa volonté de normaliser les relations entre les deux pays,.  
Le 25 octobre 2021, un coup d'État militaire est organisé contre le gouvernement de transition, qui est dissout le jour même. Nasredeen Abdulbari est alors démit de ses fonctions, et sera remplacé par Mohammed Saied Al-Hilo, ministre par intérim.